# Lista de títulos de clubes brasileiros de futebol
Esta é uma lista de clubes brasileiros campeões de competições de caráter nacional ou internacional (continental, intercontinental e mundial) do futebol de campo masculino adulto.
A lista contempla os títulos reconhecidos pela Confederação Brasileira de Futebol (CBF) e entidades antecessoras (CBD e FBF), pela Confederação Sul-Americana de Futebol (CONMEBOL) e pela Federação Internacional de Futebol (FIFA).

## Títulos nacionais
Todas as competições citadas abaixo conferem a alcunha de "campeão nacional", mas apenas o Campeonato Brasileiro confere a de "campeão brasileiro". Atualmente, a lista conta com 120 títulos conquistados por 25 diferentes clubes.
- Campeonato Brasileiro (1937; desde 1959): também conhecido como Brasileirão, é o principal campeonato de futebol do país, tendo sua origem, oficialmente, com o Torneio dos Campeões de 1937 (organizado pela FBF). Este, o primeiro certame da história do futebol brasileiro de clubes que somou caráter nacional e cunho profissional,[nota 2] e que foi unificado ao Brasileirão, em 2023, pela CBF.[31] A Taça Brasil (1959 a 1968) e o Torneio Roberto Gomes Pedrosa (1967 a 1970) também foram unificados pela CBF, em 2010.[32][33][34] Após algumas mudanças de nome, em 1989 adotou o título "Campeonato Brasileiro de Futebol" oficialmente.[35] Disputado em pontos corridos desde 2003 e por 20 times a partir de 2006, atualmente define 12 vagas para competições continentais: seis para a Copa Libertadores da América e seis para a Copa Sul-Americana.[36]
- Copa do Brasil (desde 1989): competição disputada em sistema eliminatório, em uma ou duas partidas. Atualmente é disputada por 92 equipes, com representantes de todos os estados.[37] É a competição da CBF que mais aufere ganhos financeiros ao vencedor, o qual também recebe vaga na Libertadores.[38][39]
- Supercopa do Brasil (1990-1991; desde 2020): competição disputada entre os vencedores do Campeonato Brasileiro e da Copa do Brasil do ano anterior. É travada, desde sua segunda edição, em jogo único.[40][41][42] A partir de 2024, foi renomeada Supercopa Rei, em homenagem a Pelé.[43]
- Campeonato Brasileiro de Clubes Campeões (1920): competição da CBD entre os campeões estaduais Carioca, Gaúcho e Paulista do ano anterior. É o único torneio jogado na era do amadorismo presente na lista.[44][45][nota 3]
- Torneio dos Campeões da CBD (1969): competição entre os campeões brasileiros, pela Taça Brasil e Torneio Roberto Gomes Pedrosa, e inter-regionais, pelo Torneio Norte-Nordeste e Torneio Centro-Sul, do ano anterior. Indicaria o campeão para a Libertadores, mas a vaga não foi efetivada.[46][47]
- Copa dos Campeões do Brasil (1978): competição da CBD que visava reunir todos os campeões brasileiros a partir de 1971, mas que agregou apenas três dos seis campeões de então.[48][49][nota 4]
- Torneio dos Campeões da CBF (1982): competição que visava reunir os campeões e vice-campeões das principais competições nacionais da CBD ou CBF: Taça Brasil, Torneio Roberto Gomes Pedrosa e Campeonato Brasileiro; além do Torneio Rio-São Paulo. Também teve como critério de classificação a quantidade de participações nestes campeonatos.[50][22][nota 5]
- Copa dos Campeões (2000 a 2002): competição disputada entre os mais bem colocados nas copas regionais do mesmo ano: Torneio Rio-São Paulo, Copa Sul-Minas, Copa do Nordeste, Copa Norte e Copa Centro-Oeste. Nas duas primeiras edições, os campeões estaduais Carioca e Paulista fizeram presença. Indicava o campeão para a Copa Libertadores da América.[51][52]

### Por clubes
| #   | Clube                | Total | Títulos Nacionais                                                                         |
| --- | -------------------- | ----- | ----------------------------------------------------------------------------------------- |
| 1°  | Palmeiras            | 18    | 12 Campeonato Brasileiro, 4 Copa do Brasil, 1 Supercopa Rei, 1 Copa dos Campeões          |
| 2°  | Flamengo             | 16    | 7 Campeonato Brasileiro, 5 Copa do Brasil, 3 Supercopa Rei, 1 Copa dos Campeões           |
| 3°  | Corinthians          | 11    | 7 Campeonato Brasileiro, 3 Copa do Brasil, 1 Supercopa Rei                                |
| 4°  | Cruzeiro             | 10    | 4 Campeonato Brasileiro, 6 Copa do Brasil                                                 |
| 5°  | Santos               | 9     | 8 Campeonato Brasileiro, 1 Copa do Brasil                                                 |
| 6°  | Grêmio               | 8     | 2 Campeonato Brasileiro, 5 Copa do Brasil, 1 Supercopa Rei                                |
| 6°  | São Paulo            | 8     | 6 Campeonato Brasileiro, 1 Copa do Brasil, 1 Supercopa Rei                                |
| 8°  | Atlético Mineiro     | 7     | 3 Campeonato Brasileiro, 2 Copa do Brasil, 1 Supercopa Rei, 1 Copa dos Campeões do Brasil |
| 9°  | Vasco da Gama        | 5     | 4 Campeonato Brasileiro, 1 Copa do Brasil                                                 |
| 9°  | Fluminense           | 5     | 4 Campeonato Brasileiro, 1 Copa do Brasil                                                 |
| 11° | Internacional        | 4     | 3 Campeonato Brasileiro, 1 Copa do Brasil                                                 |
| 12° | Botafogo             | 3     | 3 Campeonato Brasileiro                                                                   |
| 13° | Bahia                | 2     | 2 Campeonato Brasileiro                                                                   |
| 13° | Sport                | 2     | 1 Campeonato Brasileiro, 1 Copa do Brasil                                                 |
| 13° | Athletico Paranaense | 2     | 1 Campeonato Brasileiro, 1 Copa do Brasil                                                 |
| 16° | Paulistano           | 1     | 1 Campeonato Brasileiro de Clubes Campeões                                                |
| 16° | Grêmio Maringá       | 1     | 1 Torneio dos Campeões da CBD                                                             |
| 16° | Guarani              | 1     | 1 Campeonato Brasileiro                                                                   |
| 16° | America              | 1     | 1 Torneio dos Campeões da CBF                                                             |
| 16° | Coritiba             | 1     | 1 Campeonato Brasileiro                                                                   |
| 16° | Criciúma             | 1     | 1 Copa do Brasil                                                                          |
| 16° | Juventude            | 1     | 1 Copa do Brasil                                                                          |
| 16° | Paysandu             | 1     | 1 Copa dos Campeões                                                                       |
| 16° | Santo André          | 1     | 1 Copa do Brasil                                                                          |
| 16° | Paulista             | 1     | 1 Copa do Brasil                                                                          |

### Por federações
| #  | Federeação        | Total | Títulos Nacionais |
| -- | ----------------- | ----- | --- |
| 1° | São Paulo         | 50    | 34 Campeonato Brasileiro, 11 Copa do Brasil, 3 Supercopa Rei, 1 Copa dos Campeões, 1 Campeonato Brasileiro de Clubes Campeões                                                                                              |
| 2° | Rio de Janeiro    | 30    | 18 Campeonato Brasileiro, 7 Copa do Brasil, 3 Supercopa Rei, 1 Copa dos Campeões, 1 Torneio dos Campeões da CBF |
| 3° | Minas Gerais      | 17    | 7 Campeonato Brasileiro, 8 Copa do Brasil, 1 Supercopa Rei, 1 Copa dos Campeões do Brasil |
| 4° | Rio Grande do Sul | 13    | 5 Campeonato Brasileiro, 7 Copa do Brasil, 1 Supercopa Rei |
| 5° | Paraná            | 4     | 2 Campeonato Brasileiro, 1 Copa do Brasil, 1 Torneio dos Campeões da CBD |
| 6° | Bahia             | 2     | 2 Campeonato Brasileiro |
| 6° | Pernambuco        | 2     | 1 Campeonato Brasileiro, 1 Copa do Brasil |
| 8° | Santa Catarina    | 1     | 1 Copa do Brasil |
| 8° | Pará              | 1     | 1 Copa dos Campeões |
| -  | CBD/CBF           | 120   | 69 Campeonato Brasileiro, 36 Copa do Brasil, 8 Supercopa Rei, 3 Copa dos Campeões, 1 Campeonato Brasileiro de Clubes Campeões, 1 Torneio dos Campeões da CBD, 1 Copa dos Campeões do Brasil, 1 Torneio dos Campeões da CBF |

## Títulos internacionais
Até o início de 1955, o entendimento, tanto da FIFA quanto da UEFA, era que a organização das competições de clubes (incluindo as internacionais) cabia aos próprios clubes e/ou às associações nacionais envolvidas. Em maio de 1955, ocorreu a primeira menção da FIFA a que uma competição internacional de clubes só seria considerada oficial se organizada por uma entidade continental. Em 8 de outubro de 1958, foi anunciada a criação da Copa Libertadores da América, primeira competição de clubes da CONMEBOL. Desta forma, sobre as competições realizadas a partir de 1955, este verbete contabiliza apenas os títulos de clubes brasileiros em competições oficiais ou reconhecidas pela FIFA e confederações continentais (UEFA, CONMEBOL, etc.). Estas foram:
- FIFA
  - Mundial de Clubes FIFA (2025–presente): competição quadrienal da FIFA, acessível aos brasileiros por título da Copa Libertadores ou ranking da CONMEBOL.
  - Copa Intercontinental da FIFA (2024–presente): competição anual da FIFA entre os campeões continentais da principal copa de cada confederação, sendo a continuação da Copa do Mundo de Clubes da FIFA.
  - Copa do Mundo de Clubes da FIFA (2000 e 2005–2023): competição anual da FIFA entre os campeões continentais da principal copa de cada confederação e o representante do país-sede.[60][61]
- CONMEBOL e UEFA
  - Copa Intercontinental (1960–2004): tira-teima entre os campeões da Libertadores e Liga dos Campeões da UEFA.[62][63]
- CONMEBOL
  - Copa Libertadores da América (1960–presente): principal competição da CONMEBOL, contempla os campeões das copas nacionais e os melhores colocados dos campeonatos nacionais.
  - Copa Sul-Americana (2002–presente): atual competição secundária da CONMEBOL, destinada aos melhores não classificados à Libertadores.
  - Recopa Sul-Americana (1989–presente): tira-teima entre os campeões da Libertadores e Sul-Americana.
  - Supercopa Libertadores (1988–1997): visava reunir todos os campeões da Libertadores.
  - Copa Mercosul (1998–2001): competição continental secundária, englobava cinco países e funcionava por convite.
  - Copa CONMEBOL (1992–1999): competição continental secundária, reunia os melhores não classificados à Libertadores.
  - Recopa Intercontinental (1968–1969): competição entre os campeões da Copa Intercontinental.[64]
  - Copa de Ouro Nicolás Leoz (1993–1996): competição entre campeões continentais da CONMEBOL da temporada anterior.
  - Copa Master da CONMEBOL (1996): competição entre os campeões da Copa CONMEBOL.
  - Copa Master da Supercopa (1992 e 1995): competição entre os campeões da Supercopa Libertadores.
- CONMEBOL e JFA
  - Copa Suruga Bank (2008–2019):  tira-teima entre os campeões da Sul-Americana e Copa da Liga do Japão.

Sobre antes de 1955, a lista inclui apenas as competições que em algum momento (ou seja, não necessariamente sempre) tenham tido sua importância reconhecida pelo Comitê Executivo da FIFA ou de uma das confederações continentais, ou ainda que tenham sido organizadas sob os auspícios da CBD, então entidade oficial do futebol brasileiro, com jurisdição sobre todos os clubes do país. Tanto no caso da FIFA quanto da CONMEBOL e UEFA, o Comitê Executivo é o órgão destas instituições com legitimidade para o reconhecimento de competições. Com base nestes critérios, as competições anteriores a 1955 incluídas na lista são:
- Campeonato Sul-Americano de Campeões (1948): competição entre campeões nacionais sul-americanos e o então campeão carioca.[nota 9]
- Copa Rio (internacional) (1951 e 1952): competição com os campeões estaduais carioca e paulista e campeões nacionais estrangeiros.[nota 10]
- Torneio Octogonal Rivadavia Corrêa Meyer (1953): competição entre os mais bem colocados no Torneio Rio-São Paulo e convidados estrangeiros bem posicionados em seu nacional.[nota 11]

A seguinte lista conta atualmente com 74 títulos conquistados por 14 clubes brasileiros.

### Por clubes
| #   | Clube                | Total | Títulos Internacionais |
| --- | -------------------- | ----- | --- |
| 1°  | São Paulo            | 12    | 1 Copa do Mundo de Clubes da FIFA, 2 Copa Intercontinental, 3 Copa Libertadores, 1 Copa Sul-Americana, 1 Supercopa Libertadores, 1 Copa CONMEBOL, 2 Recopa Sul-Americana, 1 Copa Master da CONMEBOL |
| 2°  | Santos               | 8     | 2 Copa Intercontinental, 1 Recopa Intercontinental, 3 Copa Libertadores, 1 Copa CONMEBOL, 1 Recopa Sul-Americana                                                                                    |
| 3°  | Cruzeiro             | 7     | 2 Copa Libertadores, 2 Supercopa Libertadores, 1 Recopa Sul-Americana, 1 Copa Master da Supercopa, 1 Copa de Ouro Nicolás Leoz                                                                      |
| 3°  | Internacional        | 7     | 1 Copa do Mundo de Clubes da FIFA, 2 Copa Libertadores, 1 Copa Sul-Americana, 2 Recopa Sul-Americana, 1 Copa Suruga Bank                                                                            |
| 3°  | Flamengo             | 7     | 1 Copa Intercontinental, 3 Copa Libertadores, 1 Copa Mercosul, 1 Copa de Ouro Nicolás Leoz, 1 Recopa Sul-Americana                                                                                  |
| 6°  | Grêmio               | 6     | 1 Copa Intercontinental, 3 Copa Libertadores, 2 Recopa Sul-Americana |
| 6°  | Palmeiras            | 6     | 1 Copa Rio, 3 Copa Libertadores, 1 Copa Mercosul, 1 Recopa Sul-Americana |
| 8°  | Vasco da Gama        | 4     | 1 Torneio Octogonal Rivadavia Corrêa Meyer, 1 Campeonato Sul-Americano de Campeões, 1 Copa Libertadores, 1 Copa Mercosul                                                                            |
| 8°  | Corinthians          | 4     | 2 Copa do Mundo de Clubes da FIFA, 1 Copa Libertadores, 1 Recopa Sul-Americana |
| 8°  | Atlético Mineiro     | 4     | 1 Copa Libertadores, 1 Recopa Sul-Americana, 2 Copa CONMEBOL |
| 11° | Athletico Paranaense | 3     | 2 Copa Sul-Americana, 1 Copa Suruga Bank |
| 11° | Fluminense           | 3     | 1 Copa Rio, 1 Copa Libertadores, 1 Recopa Sul-Americana |
| 13° | Botafogo             | 2     | 1 Copa Libertadores, 1 Copa CONMEBOL |
| 14° | Chapecoense          | 1     | 1 Copa Sul-Americana |

### Por federações
| #  | Federeação        | Total | Títulos Internacionais |
| -- | ----------------- | ----- | --- |
| 1º | São Paulo         | 30    | 3 Copa do Mundo de Clubes da FIFA, 4 Copa Intercontinental, 1 Copa Rio, 1 Recopa Intercontinental, 10 Copa Libertadores, 1 Copa Sul-Americana, 1 Supercopa Libertadores, 2 Copa CONMEBOL, 1 Copa Mercosul, 5 Recopa Sul-Americana, 1 Copa Master da CONMEBOL |
| 2º | Rio de Janeiro    | 16    | 1 Copa Intercontinental, 1 Copa Rio, 1 Torneio Octogonal Rivadavia Corrêa Meyer, 6 Copa Libertadores, 1 Campeonato Sul-Americano de Campeões, 2 Copa Mercosul, 1 Copa CONMEBOL, 2 Recopa Sul-Americana, 1 Copa Ouro Nicolás Leoz |
| 3º | Rio Grande do Sul | 13    | 1 Copa do Mundo de Clubes da FIFA, 1 Copa Intercontinental, 5 Copa Libertadores, 1 Copa Sul-Americana, 4 Recopa Sul-Americana, 1 Copa Suruga Bank |
| 4º | Minas Gerais      | 11    | 3 Copa Libertadores, 2 Supercopa Libertadores, 2 Copa CONMEBOL, 2 Recopa Sul-Americana, 1 Copa Ouro Nicolás Leoz, 1 Copa Master da Supercopa |
| 5º | Paraná            | 3     | 2 Copa Sul-Americana, 1 Copa Suruga Bank |
| 6º | Santa Catarina    | 1     | 1 Copa Sul-Americana |
| -  | CBD/CBF           | 74    | 4 Copa do Mundo de Clubes da FIFA, 6 Copa Intercontinental, 2 Copa Rio, 1 Torneio Octogonal Rivadavia, 1 Recopa Intercontinental, 24 Copa Libertadores, 1 Campeonato Sul-Americano de Campeões, 5 Copa Sul-americana, 3 Supercopa Libertadores, 3 Copa Mercosul, 5 Copa CONMEBOL, 13 Recopa Sul-Americana, 2 Copa Ouro, 1 Copa Master da Supercopa, 1 Copa Master da CONMEBOL, 2 Copa Suruga Bank |

## Somatório
No somatório de títulos nacionais e internacionais, há um total de 194 títulos conquistado por 26 clubes:

### Por clubes
| #   | Clube                | Total | Títulos por níveis                                          |
| --- | -------------------- | ----- | ----------------------------------------------------------- |
| 1°  | Palmeiras            | 24    | 1 intercontinental, 5 continentais, 18 nacionais            |
| 2°  | Flamengo             | 23    | 1 mundial, 6 continentais, 16 nacionais                     |
| 3°  | São Paulo            | 20    | 3 mundiais, 9 continentais, 8 nacionais                     |
| 4º  | Santos               | 17    | 2 mundiais, 1 intercontinental, 5 continentais, 9 nacionais |
| 4º  | Cruzeiro             | 17    | 7 continentais, 10 nacionais                                |
| 6°  | Corinthians          | 15    | 2 mundiais, 2 continentais, 11 nacionais                    |
| 7º  | Grêmio               | 14    | 1 mundial, 5 continentais, 8 nacionais                      |
| 8°  | Internacional        | 11    | 1 mundial, 1 intercontinental, 5 continentais, 4 nacionais  |
| 8°  | Atlético Mineiro     | 11    | 4 continentais, 7 nacionais                                 |
| 10º | Vasco da Gama        | 9     | 1 intercontinental, 3 continentais, 5 nacionais             |
| 11° | Fluminense           | 8     | 1 intercontinental, 2 continentais, 5 nacionais             |
| 12º | Athletico Paranaense | 5     | 1 intercontinental, 2 continentais, 2 nacionais             |
| 12º | Botafogo             | 5     | 2 continentais, 3 nacionais                                 |
| 14º | Bahia                | 2     | 2 nacionais                                                 |
| 14º | Sport                | 2     | 2 nacionais                                                 |
| 16º | Paulistano           | 1     | 1 nacional                                                  |
| 16º | Grêmio Maringá       | 1     | 1 nacional                                                  |
| 16º | Guarani              | 1     | 1 nacional                                                  |
| 16º | America              | 1     | 1 nacional                                                  |
| 16º | Coritiba             | 1     | 1 nacional                                                  |
| 16º | Criciúma             | 1     | 1 nacional                                                  |
| 16º | Juventude            | 1     | 1 nacional                                                  |
| 16º | Paysandu             | 1     | 1 nacional                                                  |
| 16º | Santo André          | 1     | 1 nacional                                                  |
| 16º | Paulista             | 1     | 1 nacional                                                  |
| 16º | Chapecoense          | 1     | 1 continental                                               |

### Por federações
| #  | Federeação        | Total | Títulos por níveis                                               |
| -- | ----------------- | ----- | ---------------------------------------------------------------- |
| 1º | São Paulo         | 80    | 7 mundiais, 2 intercontinentais, 21 continentais, 50 nacionais   |
| 2º | Rio de Janeiro    | 46    | 1 mundial, 2 intercontinentais, 13 continentais, 30 nacionais    |
| 3º | Minas Gerais      | 28    | 11 continentais, 17 nacionais                                    |
| 4º | Rio Grande do Sul | 26    | 2 mundiais, 1 intercontinentais, 10 continentais, 13 nacionais   |
| 5º | Paraná            | 7     | 1 intercontinental, 2 continentais, 5 nacionais                  |
| 6º | Bahia             | 2     | 2 nacionais                                                      |
| 6º | Pernambuco        | 2     | 2 nacionais                                                      |
| 6º | Santa Catarina    | 2     | 1 continental, 1 nacional                                        |
| 9º | Pará              | 1     | 1 nacional                                                       |
| -  | CBD/CBF           | 194   | 10 mundiais, 6 intercontinentais, 58 continentais, 120 nacionais |